# Leonid Yudasin

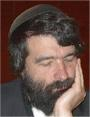
Leonid Yudasin

Leonid Grigorjevitsj Yudasin (Russisch: Леонид Григорьевич Юдасин, Hebreeuws: ליאוניד יודסין) (Leningrad, 8 augustus 1959) is een Russisch-Israëlisch schaker. Hij is sinds 1990 een grootmeester (GM).
Yudasin was deel van het Sovjet-team dat in 1990 de gouden medaille behaalde bij de Schaakolympiade. Tweemaal speelde hij in een kandidatentoernooi voor het Wereldkampioenschap schaken: in 1991 en in 1994.
Tegenwoordig is hij schaaktrainer in Brooklyn (New York).

## Schaakcarrière
Yudasin werd Internationaal Meeter (IM) in 1982. In 1984 werd hij kampioen van zijn geboortestad Leningrad. In 1988 werd hij kampioen snelschaken van de Sovjet-Unie.
- In 1990 werd Yudasin gedeeld eerste, met Oleksandr Beljavsky, Jevgeni Barejev en Aleksej Vyzmanavin, bij het kampioenschap van de Sovjet-Unie; na tiebreak ging de titel naar Beljavsky.
- In 1990 werd hij tweede bij het open kampioenschap van de Verenigde Staten.
- Bij de Schaakolympiade van 1990 in Novi Sad won hij de individuele bronzen en met het Sovjet-team de gouden medaille.
- Ook werd hem in 1990 de grootmeestertitel verleend.[1]
- In 1991 was hij nummer 8 van de wereld en nam deel aan het kandidatentoernooi voor het wereldkampioenschap.
- In 1993 won hij het toernooi in León (Spanje), voor Aleksej Vyzmanavin, Veselin Topalov, Anatoli Karpov en Péter Lékó.
- Ook in 1994 nam hij deel aan het kandidatentoernooi en kwam verder dan de eerdere keer. In de kwartfinales verloor hij met 2½-4½ van Vladimir Kramnik.
- Bij de Schaakolympiades van 1994 (Moskou) en 1996 (Jerevan) zat hij in het Israëlische team.
- In 2001 werd hij in Pennsylvania tweede bij het World Open toernooi.
- In het 30e World Open dat in 2002 in Philadelphia gespeeld werd, eindigde Yudasin met 6.5 punt uit negen ronden op de elfde plaats.
- Op het 31e World Open dat van 28 juni t/m 6 juli 2003 in Philadelphia gespeeld werd, eindigde Yudasin na een tie-break als tiende.
- In 2005 won hij het kampioenschap van de Marshall Chess Club.[2]

Ook won Yudasin in Leningrad 1989, Calcutta 1990, Pamplona 1990/91 (ook 1991/92, gedeeld met Miguel Illescas), Dos Hermanas 1992, Botvinnik Memorial 1995, Haifa Super Tournament 1996 en St. Petersburg White Knights 1998. Op het Reggio Emilia toernooi werd hij gedeeld winnaar met Dimitri Komarov in 1997/1998 (en verloor de tiebreak) en ongedeeld winnaar in 1999/2000.
Yudasin woonde vele jaren in Israël en was kampioen van Israël in 1994 (Tel Aviv) en in 1996 (Jeruzalem). Sinds 2002 brengt hij de meeste tijd door in New York, waar hij sterk presteert in het wekelijkse Masters' toernooi, met als andere deelnemers o.a. Hikaru Nakamura, Jaan Ehlvest en de inmiddels overleden Alek Wojtkiewicz. In 2004 won hij een sterk bezet toernooi in Montreal, Canada.
Ook is hij trainer, en hij is directeur van de Brooklyn Chess Academy. Onder anderen de volgende schakers behoorden tot zijn studenten: Varuzhan Akobian, Irina Krush, Jennifer Shahade, Adam Maltese, Dylan McClain, Evan Rabin en Lembit Oll.